# Jurica Veverec
Jurica Veverec (* 18. Juni 1992) ist ein kroatischer Biathlet.
Jurica Veverec startet für SK Oroslavje. Er bestritt seine ersten internationalen Rennen 2008 im IBU-Cup, in seinem ersten Sprint in Obertilliach wurde er 169. Im weiteren Verlauf der Saison wurde der Kroate in Nové Město na Moravě in einem Sprint 95. und kam damit erstmals auf eine zweistellige Platzierung. Bestes Resultat ist bislang ein 56. Rang im Sprint, den er zweimal erreichte, 2009 in Osrblie und 2011 in Bansko. Erste internationale Meisterschaften wurden die Juniorenweltmeisterschaften 2011 in Nové Město, bei denen Veverec 78. des Einzels und 80. des Sprints wurde. Im weiteren Jahresverlauf nahm er an den Juniorenrennen der Sommerbiathlon-Weltmeisterschaften 2011 in Nové Město teil und kam im Sprint auf Rang 44 und wurde im Verfolgungsrennen überrundet und kam somit nicht ins Ziel. 2012 wurden die Europameisterschaften zur ersten internationalen Meisterschaft. Er wurde 36. des Einzels, 49. des Sprints und kam als überrundeter Läufer im Verfolger erneut nicht ins Ziel. Es folgten die Juniorenweltmeisterschaften 2012 in Kontiolahti mit den Resultaten Platz 66 im Einzel und 80 im Sprint. Höhepunkt der Saison wurden die Weltmeisterschaften 2012 in Ruhpolding. Veverec erreichte im Einzel den 126., im Sprint den 131. Platz und wurde mit Tomislav Crnković, Zvonimir Tadejević und Dino Butković als Startläufer 29. im Staffelrennen.

## Biathlon-Weltcup-Platzierungen
Die Tabelle zeigt alle Platzierungen (je nach Austragungsjahr einschließlich Olympische Spiele und Weltmeisterschaften).
- 1.–3. Platz: Anzahl der Podiumsplatzierungen
- Top 10: Anzahl der Platzierungen unter den ersten zehn (einschließlich Podium)
- Punkteränge: Anzahl der Platzierungen innerhalb der Punkteränge (einschließlich Podium und Top 10)
- Starts: Anzahl gelaufener Rennen in der jeweiligen Disziplin
- Staffel: inklusive Mixed- und Single-Mixed-Staffeln

| Platzierung                    | Einzel | Sprint | Verfolgung | Massenstart | Staffel | Gesamt |
| ------------------------------ | ------ | ------ | ---------- | ----------- | ------- | ------ |
| 1. Platz                       |        |        |            |             |         |        |
| 2. Platz                       |        |        |            |             |         |        |
| 3. Platz                       |        |        |            |             |         |        |
| Top 10                         |        |        |            |             |         |        |
| Punkteränge                    |        |        |            |             | 1       | 1      |
| Starts                         | 2      | 2      |            |             | 1       | 5      |
| Stand: nach der Saison 2012/13 |        |        |            |             |         |        |